# Henri-Marc Ami
Henri-Marc Ami (23 de noviembre de 1858-4 de enero de 1931) fue un arqueólogo y prehistoriador canadiense conocido por sus excavaciones del yacimiento arqueológico de Combe Capelle Bas desde finales de 1920 hasta su muerte en 1931.
Entre 1899 y 1901 fue el presidente del Ottawa Field-Naturalists' Club. En 1900 ingresó en la Royal Society of Canada y en 1903 recibió la medalla Bigsby de la Geological Society of London.